# Michael Hollenstein
Michael Hollenstein, né le 22 septembre 1984 à Wetzikon, est un coureur suisse du combiné nordique. 

## Carrière
Il a également participé à diverses compétitions mineures de saut à ski et deux épreuves de la Coupe continentale.
Hollenstein a fait ses débuts internationaux en 2002 aux Championnats du monde juniors à Schonach, lors desquels il se classe 10e lors du relais par équipes et 38e dans la Gundersen.
En janvier 2003, il fait ses débuts en Coupe du monde B. Lors de Championnats du monde junior 2003 à Sollefteå, il termine au pied du podium en relais. Au sprint, il se classe 19e et termine la Gundersen à la 40e place.
Le 30 décembre 2004, il fait ses débuts en Coupe du monde à Oberhof. Le 29 janvier 2005, à Sapporo, il marque ses premiers points comptant pour le classement général de la Coupe du monde. Mais comme il ne peut conserver un niveau de performance correct en Coupe du monde, il retourne en Coupe du monde B.
Ses performances allant croissant, il rejoint en janvier 2008 l'équipe A, et donc la Coupe du monde. Il y glane quelques points et termine la saison 2007/08 en 46e place du classement général (et 42e du classement général de la Coupe du monde de sprint). Ces résultats moyens ne correspondant pas aux objectifs de l'équipe A, il est relégué en équipe B et repart, dès janvier 2009, en Coupe Continentale. Il obtient son meilleur résultat dans la Coupe du monde en janvier 2009 à Val di Fiemme (21e).
Son dernier résultat international est une 18e place, le 14 février 2010, lors de l'étape de Kranj de la Coupe continentale, moins d'un mois après avoir obtenu une très honorable troisième place à Bischofshofen.

## Palmarès

### Ses places dans le top 5
| Rang | Lieu          | Épreuve                                 | Compétition                   | Date             |
| ---- | ------------- | --------------------------------------- | ----------------------------- | ---------------- |
| 2e   | Vuokatti      | Mass-start HS 100 / 10 km               | Coupe du monde B              | 21 décembre 2007 |
| 3e   | Bischofshofen | Gundersen HS 140 / 10 km                | Coupe continentale            | 23 janvier 2010  |
| 3e   | Lake Placid   | Sprint HS 100 / 7,5 km                  | Coupe du monde B              | 18 décembre 2004 |
| 4e   | Rovaniemi     | Gundersen HS 100 / 10 km                | Coupe continentale            | 14 mars 2009     |
| 4e   | Sollefteå     | Mass-start par équipes K 108 / 4 x 5 km | Championnats du monde juniors | 17 février 2003  |
| 5e   | Predazzo      | Gundersen K 95 / 10 km                  | Course FIS                    | 19 décembre 2003 |
| 5e   | Predazzo      | Sprint K 95 / 7,5 km                    | Course FIS                    | 18 décembre 2003 |

### Bilan dans la Coupe du monde
- Meilleur classement général : 46e en 2008.
- Meilleur résultat individuel : 21e.

#### Différents classements en Coupe du monde
| Année     | Classement général final |
| 2004-2005 | 56e                      |
| 2007-2008 | 46e                      |
| 2008-2009 | 52e                      |